# Paunzhausen
Paunzhausen is een plaats in de Duitse deelstaat Beieren, en maakt deel uit van het Landkreis Freising.
Paunzhausen telt 1.529 inwoners.
Allershausen ·
Attenkirchen ·
Au in der Hallertau ·
Eching ·
Fahrenzhausen ·
Freising ·
Gammelsdorf ·
Haag an der Amper ·
Hallbergmoos ·
Hohenkammer ·
Hörgertshausen ·
Kirchdorf an der Amper ·
Kranzberg ·
Langenbach ·
Marzling ·
Mauern ·
Moosburg an der Isar ·
Nandlstadt ·
Neufahrn bei Freising ·
Paunzhausen ·
Rudelzhausen ·
Wang ·
Wolfersdorf ·
Zolling